# ايميكا أوكافور
ايميكا أوكافور (بالإنجليزية: Emeka Okafor)‏ مواليد 28 سبتمبر 1982 في هيوستن، هو لاعب كرة سلة أمريكي بدأ مسيرته الاحترافية في سنة 2004. يبلغ طوله 6 قدم 10 بوصة (2.1 م). مثّل منتخب بلاده. شارك في مسابقة كرة السلة في الألعاب الأولمبية الصيفية.

## الميداليات
| الميدالية | المسابقة                       |
| --------- | ------------------------------ |
| برونزية   | الألعاب الأولمبية الصيفية 2004 |

## روابط خارجية
- ايميكا أوكافور على موقع الاتحاد الدولي لكرة السلة (الإنجليزية)
- ايميكا أوكافور على موقع إن بي أي (الإنجليزية)
- ايميكا أوكافور على موقع سبورتس رفرنس (الإنجليزية)
- ايميكا أوكافور على موقع كرة السلة الأوروبية.كوم (الإنجليزية)
- ايميكا أوكافور على موقع إي إس بي إن.كوم (الإنجليزية)
- ايميكا أوكافور على موقع كلية كرة السلة في سبورتس رفرنس.كوم (الإنجليزية)
- ايميكا أوكافور على موقع ريلجم (الإنجليزية)
- ايميكا أوكافور على موقع بروبوليرز (الإنجليزية)
- ايميكا أوكافور على موقع سبورتس رفرنس (الإنجليزية)
- ايميكا أوكافور على موقع سبورتس رفرنس (الإنجليزية)